# Santino Ciceri
Santino Ciceri (Milano, 27 dicembre 1935 – Alessandria, 12 giugno 2024) è stato un calciatore italiano, di ruolo portiere.

## Carriera
Giocò con il Milan in Serie A (una sola presenza in massima serie, il 3 giugno 1956 in occasione della sconfitta interna con la Lazio) ed in Coppa dei Campioni (una presenza in occasione della vittoria esterna sul Saarbrücken del 23 novembre 1955; in seguito giocò a lungo in B, in particolare per il Verona, con cui scese in campo per 158 volte.
Tra il 1964 e il 1968 militò nel Monza, con cui vinse il campionato di Serie C 1966-1967; in quella stagione realizzò anche una rete, su calcio di rigore, nella vittoria per 4-0 sul Piacenza. Chiuse la carriera con l'Alessandria, società per la quale fu a più riprese segretario nel corso degli anni Settanta.
In carriera totalizzò complessivamente una presenza in Serie A e 306 in Serie B.

## Palmarès
- Campionato italiano Serie C: 1

Monza: 1966-1967